# Embleton (Northumberland)
Embleton – wieś w Anglii, w hrabstwie Northumberland. Leży 58 km na północ od miasta Newcastle upon Tyne i 454 km na północ od Londynu. W 2001 miejscowość liczyła 699 mieszkańców.